# 國家美術館 (馬尼拉)

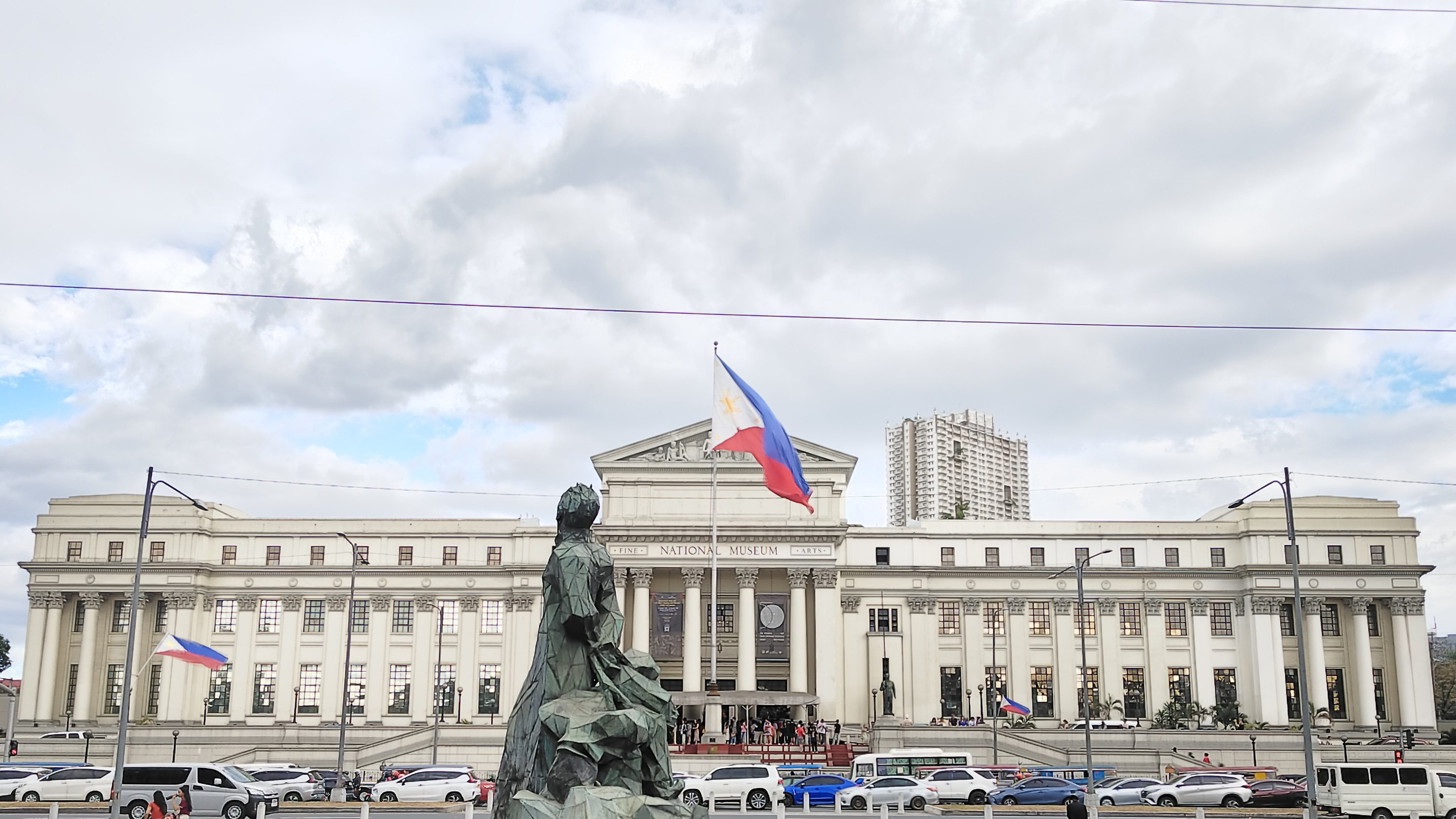
國家美術館

國家美術館是菲律賓馬尼拉的美術館。國家美術館黎剎公園東側的帕德雷布爾戈斯大道，成立於1998年。國家美術館的建築是新古典主義風格，建於1921年，最初是菲律賓國會所在地。